# Protais Mpiranya
Protais Mpiranya (30 mai 1956 – 5 octobre 2006), également connu sous le nom de Sambao Ndume, est un criminel de guerre rwandais recherché internationalement pour son rôle présumé dans le génocide rwandais. Considéré comme le fugitif le plus recherché du Rwanda, il a été décrit en 2022 par le journal britannique The Guardian comme « l'un des tueurs les plus brutaux au monde », et a été internationalement reconnu comme génocidaire.

## Biographie
Né le 30 mai 1956 dans une famille de l'ethnie hutu originaire de la province de Gitarama, Protais Mpiranya devient major dans les Forces armées rwandaises au moment de la guerre civile rwandaise et est placé à la tête de la Garde présidentielle. Il s'implique fortement dans le commandement de la milice Interahamwe peu de temps après et se radicalise en tant que suprémaciste hutu. 
Des milices hutues placées sous son commandement ont torturé, mutilé sexuellement et assassiné la Première ministre Agathe Uwilingiyimana ainsi qu'un détachement de Casques bleus chargé de la protéger. De nombreux autres responsables gouvernementaux, tels que le ministre Faustin Rucogoza, sont assassinés par Mpiranya avant que lui et ses forces ne se lancent dans le génocide de centaines de milliers de civils d'origine Tutsi ainsi que de Hutus modérés. 
Après la victoire du Front patriotique rwandais (FPR) face au gouvernement génocidaire lors de la guerre civile, Protais Mpiranya s'enfuit pour échapper à la justice, disparaissant sans laisser de trace. Initialement soupçonné de se cacher en République démocratique du Congo ou au Zimbabwe, Protais Mpiranya est inculpé de plusieurs chefs d'accusations liés au génocide par les Nations unies en 2002, notamment pour crimes de guerre et crimes contre l'humanité. En 2012, sous la pression de Kigali, le gouvernement zimbabwéen admet qu'il pourrait se trouver au Zimbabwe et promet de le retrouver « mort ou vif ». Aucune nouvelle piste n'est cependant trouvée les années suivantes.
En 2022, des extraits ADN prélevés lors de l'exhumation d'une tombe à Harare confirment que le corps d'un homme décédé en octobre 2006 est celui de Protais Mpiranya. Selon le Tribunal pénal international pour le Rwanda, qui enquête sur Protais Mpiranya depuis près de trente ans, ce dernier a fui vers le Zimbabwe en 2002, son entrée ayant été facilitée par les autorités locales. Il a ensuite fait venir ses associés et sa famille au Zimbabwe, accompagnés de « subordonnés de confiance ». Pendant quatre ans, Protais Mpiranya a échappé à la capture en vivant sous le nom d'emprunt de « Sambao Ndume », vivant dans l'aisance à Harare tout en poursuivant « ses engagements avec les responsables militaires zimbabwéens » et en recevant des visiteurs de l'étranger.